# Roger Lalouette
Roger Lalouette (* 8. September 1904 in Nantes; † 17. Mai 1980 in Versailles) war ein französischer Botschafter.

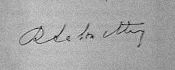
Roger Lalouette, Staatsvertrag 1955

## Leben
Im Jahr 1935 war Lalouette Botschaftssekretär an der französischen Botschaft in Prag und heiratete Marianne von Rumerskirch, (* 12. Juli 1913 in Baden; † 22. August 2003)
Am 15. Mai 1955 war Lalouette stellvertretender Hochkommissar von Österreich und Mitunterzeichner des österreichischen Staatsvertrages.
Im Jahr 1956 war Roger Lalouette Botschafter in Rabat, als sich Hassan II. eine De Havilland DH.114 für 54.000 Pfund Sterling mit Ausstattung für 14.000 Pfund Sterling bestellte.
Am 6. November 1958 wurde Roger in Saigon akkreditiert. Charles de Gaulle ließ sich durch Bửu Hội, einem Freund von Ngo Dinh Nhu, dem Bruder von Ngô Đình Diệm, der in Paris lebte, ermutigen, Lalouette einen Plan der Neutralität von Indochina zu übermitteln.
Am 9. Juni 1964 wurde Roger Lalouette als Botschafter in Prag für die Tschechoslowakei akkreditiert.